# ليجيا (أسطورة)

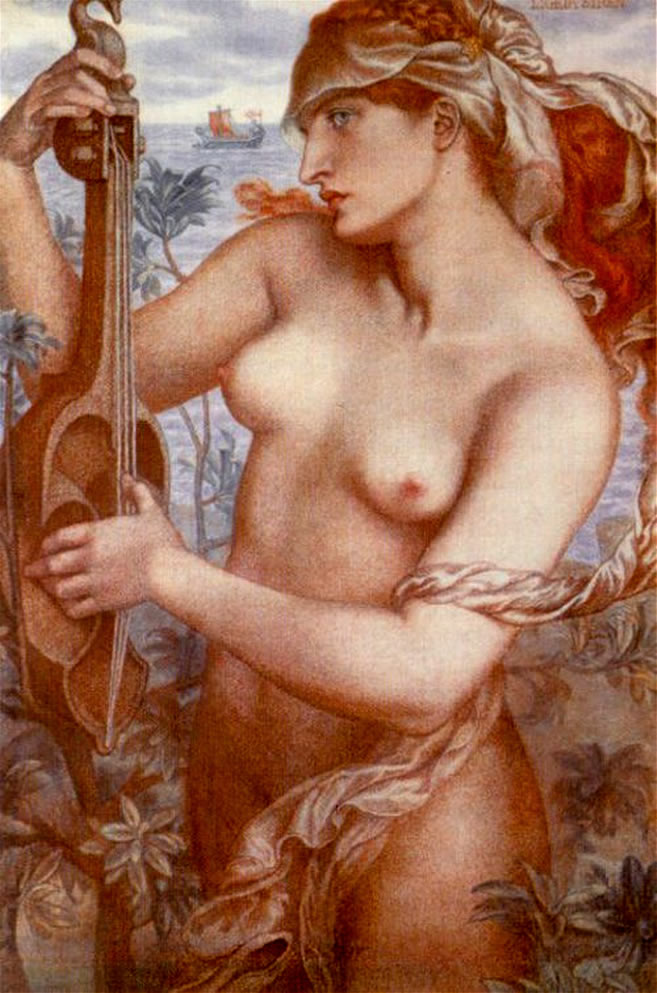
ليجيا السيرانة لدانتي جابريل روسيتي (1873).

ليجيا (بالإنجليزية: Ligeia أو Ligia)‏ (بالإغريقية: Λίγεια) (تعني «واضح اللون» من ligeios) في الأساطير الإغريقية، تشير إلى شخصيتين:
- ليجيا، إحدى النريدات الخمسين، هي حورية بحر، وهي ابنة نيريوس (رجل البحر العجوز) ودوريس الأقيانوسية.[1]
- ليجيا، إحدى السيرانات. وهي ابنة أخيل (إله الأنهار) والملهمة ميلبوميني،[2] أو أختها تيربسيكوري.[3] أخوات ليجيا هن بارثينوبي وليوكوزيا،[4][5][6][7] أو ثيلكسيبيا وبيسينوي.[8] تم العثور عليها على شاطئ تيرينا في بروتيوم (قلورية حالياً).[9]